# هرينغن
هرينغن (بالألمانية: Heringen) هي بلدة، مدينة و بلدة ألمانية تقع في ألمانيا في Hersfeld-Rotenburg. يقدر عدد سكانها بـ 7,914 نسمة .

## أعلام
- أوفه باين
- ميخائيل روث